# Sam Gyimah
Samuel Phillip Gyimah (nascido em 10 de agosto de 1976) é um político britânico que serviu como Membro do Parlamento (MP) por East Surrey de 2010 a 2019. Eleito pela primeira vez como conservador, Gyimah rebelou-se contra o governo para bloquear um Brexit sem acordo e teve o seu cartão de conservador removido em setembro de 2019. Posteriormente, ele se juntou aos liberais democratas e concorreu por eles sem sucesso em Kensington nas eleições gerais de 2019.
Entre 2014 e 2018, depois de servir como Secretário Privado Parlamentar do Primeiro-Ministro, David Cameron, e como um líder do governo, Gyimah foi promovido a Subsecretário de Estado Parlamentar. Ele serviu como Ministro das Universidades, Ciência, Pesquisa e Inovação de janeiro de 2018 até à sua renúncia em 30 de novembro de 2018 em protesto contra o acordo de retirada do Brexit de Theresa May.